# Escudo de los Reyes Católicos

Escudo de los Reyes Católicos (1492-1504) después de la obtención de Granada

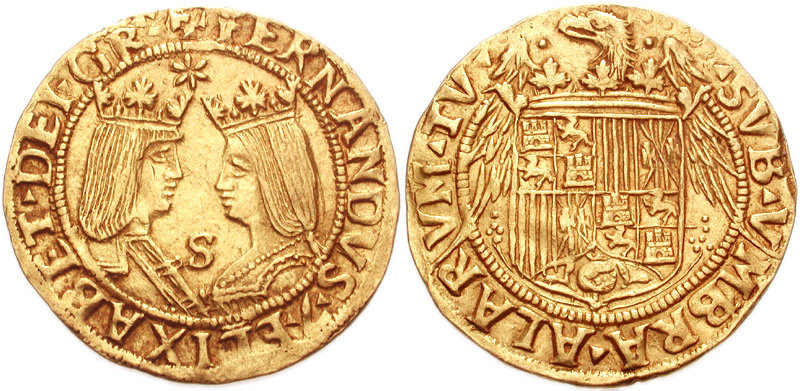
Escudo de los Reyes Católicos en un excelente de oro acuñado en Sevilla entre 1497 y 1504.

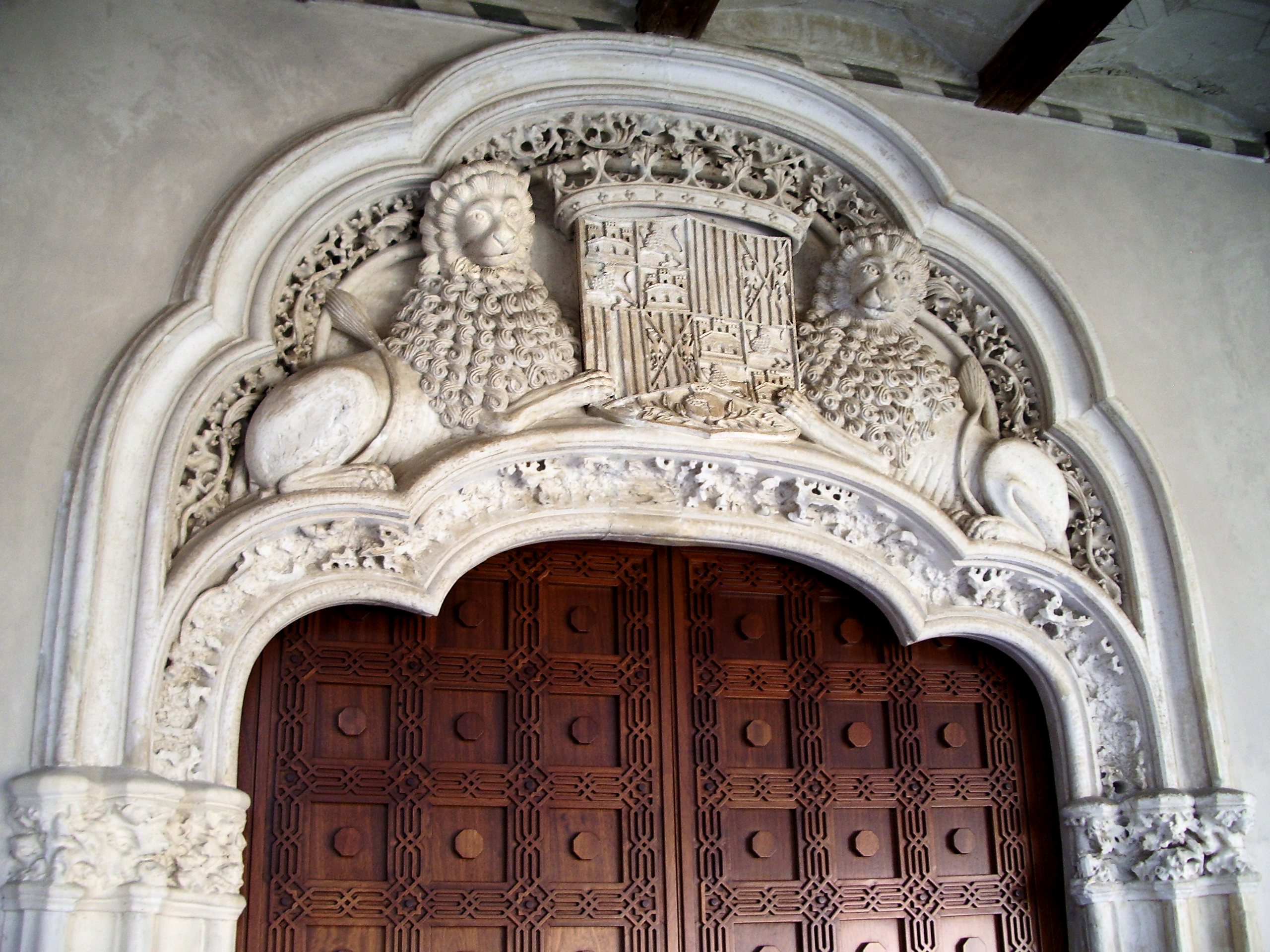
Portada del palacio de los Reyes Católicos de la Aljafería de Zaragoza (c. 1492). El escudo, ya con Granada incorporada, está timbrado de corona real abierta y sostenido por leones tenantes, soporte usual en las representaciones aragonesas del escudo.

El escudo de los Reyes Católicos fue establecido en el primer acto de gobierno de Fernando II de Aragón e Isabel I de Castilla el 15 de enero de 1475 entre las disposiciones de la Concordia de Segovia. En ella se dispuso que las armas combinadas las llevarían con iguales derechos, de modo que pertenecerían conjuntamente tanto al rey como a la reina y no dispondrían de armas personales diferenciadas, lo cual es un caso extraordinario en España y, con casi total seguridad, en Europa.
Aunque el escudo fue incorporando diversos elementos heráldicos a medida que los Reyes Católicos fueron adquiriendo nuevas posesiones, contó mientras reinaron juntos con un blasonado cuartelado formado, en sus cuarteles primero y cuarto, por un contracuartelado de las armas de Castilla y León y, en el segundo y tercero, por un partido de Aragón y Sicilia.
Con el tiempo, a esta disposición inicial se le añadirían las armas de Granada (entado adoptado en 1492), y en el segundo cuartel (tras la muerte de Isabel en 1504) las de Nápoles, Jerusalén y Hungría; y desde 1513, Navarra.
La inclusión del símbolo de Granada en el escudo se acompañó de la adición de la titulación conjunta, que quedó como sigue:

Rey y reina de Castilla, de León, de Aragón, de Sicilia, de Granada, de Toledo, de Valencia, de Galicia, de Mallorca, de Sevilla, de Cerdeña, de Córdoba, de Murcia, de Jaén, de los Algarves, de Algeciras, de Gibraltar, condes de Barcelona, señores de Vizcaya y de Molina, duques de Atenas y de Neopatria, condes de Rosellón y de Cerdaña, marqueses de Oristán y de Gociano.

Las cinco primeras dignidades de su titulación (reyes de Castilla, León, Aragón, Sicilia y Granada) tienen reflejo exacto en la jerarquía de los emblemas heráldicos del escudo. De este modo, las armas de los reyes Fernando e Isabel están concebidas como la representación de las soberanías que ejercen, y ya no simplemente como armas de linaje.

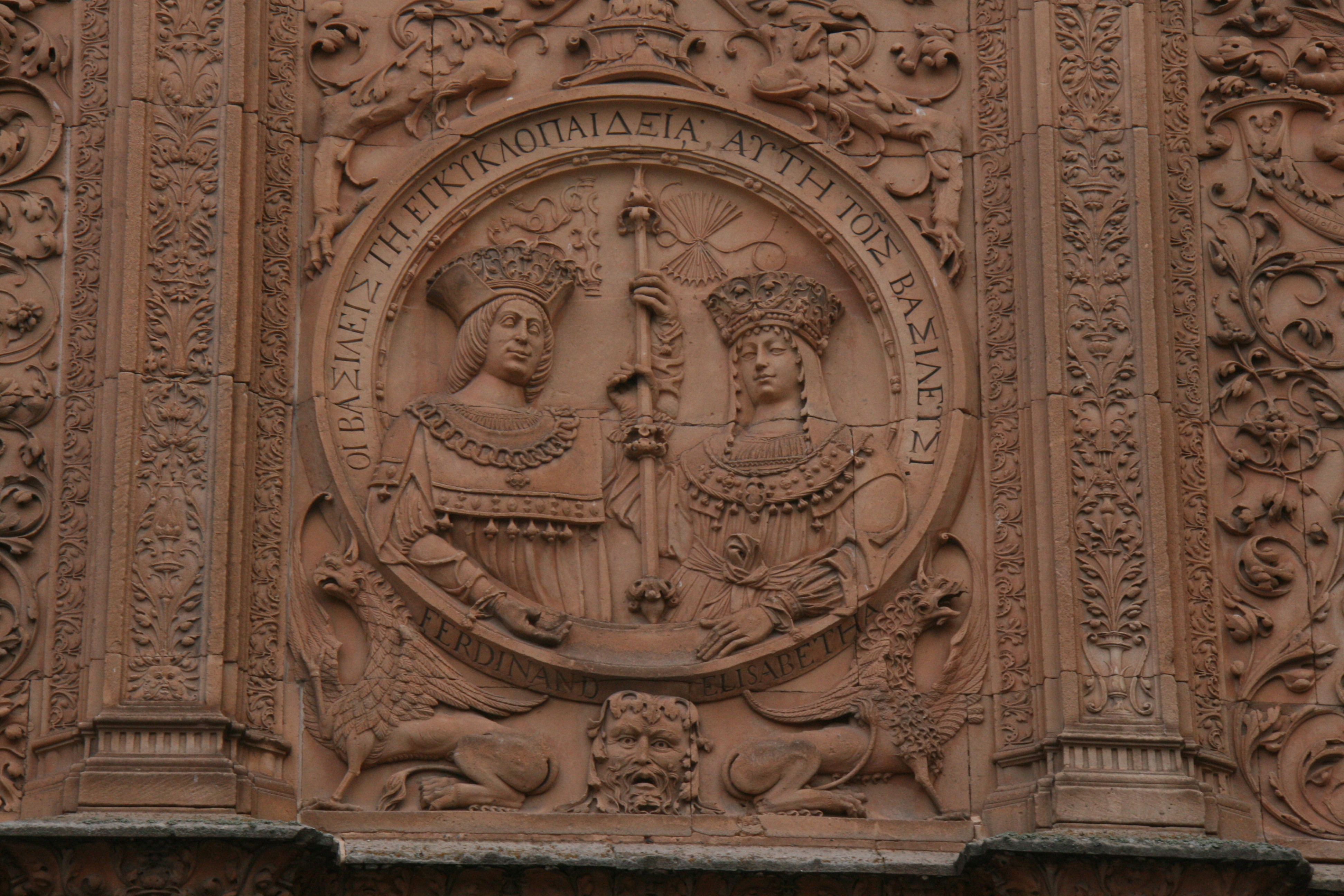
Medallón de la fachada de la Universidad de Salamanca. Puede apreciarse sobre la efigie de Fernando la divisa del yugo con el nudo gordiano cortado, y sobre la de Isabel, el haz de flechas.

En los sellos de los dos reyes, el escudo lleva por timbre una corona real abierta, como era usual en esta época para señalar la monarquía, y está sostenido por el águila de San Juan Evangelista. La divisa del águila sanjuanista ya había sido usada por Isabel siendo princesa y nunca aparece, reinando ambos, en las armas de Fernando solo, pues era propia de la reina. A cambio, el escudo del rey aparece en ocasiones timbrado por el yelmo con la cimera aragonesa del dragón.
A menudo acompañan al escudo otras dos divisas: el yugo con el nudo gordiano cortado con el mote «tanto monta...» de Fernando y el haz de flechas de Isabel. Cada una de estas divisas homenajeaba con su inicial al consorte: «F» de Fernando en las flechas de Isabel, e «Y» de la reina —Ysabel, con la grafía de la época— en el yugo fernandino, que aparecía a ambos lados del escudo o de su efigie en sus monedas aragonesas.

## Armas personales

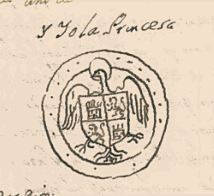
Dibujo de 1473 del sello de Isabel de Castilla como princesa de Asturias. El escudo personal de Isabel tenía por divisa el soporte del águila de San Juan con nimbo antes de la Concordia de Segovia en que se unifican las armas de ambos monarcas.

Aunque desde la Concordia de Segovia hasta la muerte de Isabel (del 15 de enero de 1475 al 26 de noviembre de 1504) el emblema heráldico fue compartido por ambos monarcas con iguales derechos, puede rastrearse la existencia de indicios de armas personales, especialmente teniendo en cuenta los testimonios anteriores a la Concordia y, en el caso de Fernando, tras la muerte de la reina.

### Isabel de Castilla
Antes de la Concordia de Segovia Isabel usó un sello personal, que se atestigua en 1473 y que data probablemente de 1468, cuando se habría grabado, tras morir su hermano Alfonso de Castilla y quedar ella como pretendiente al trono y, por tanto, princesa de Asturias. Es conocido por el dibujo de Luis de Salazar que presenta un blasón cuartelado de Castilla y León con soporte de águila de San Juan nimbada, que era la divisa personal de Isabel anterior a su proclamación como reina. Este soporte pasó al escudo conjunto de ambos monarcas. En la representación de ese sello figura el epígrafe «Yo la princesa».

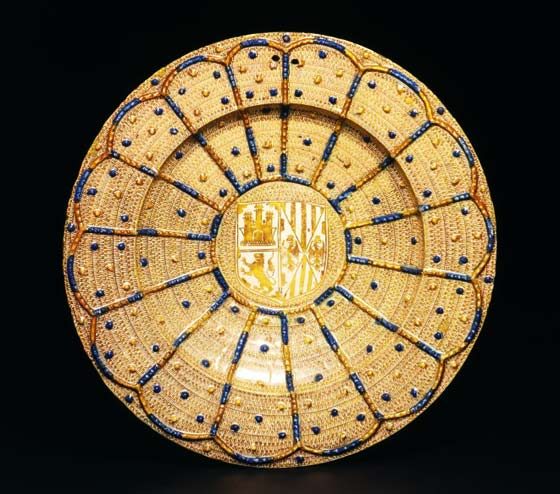
Escudo atribuido a Fernando II de Aragón como armas personales en un plato de cerámica de Manises.

### Fernando de Aragón

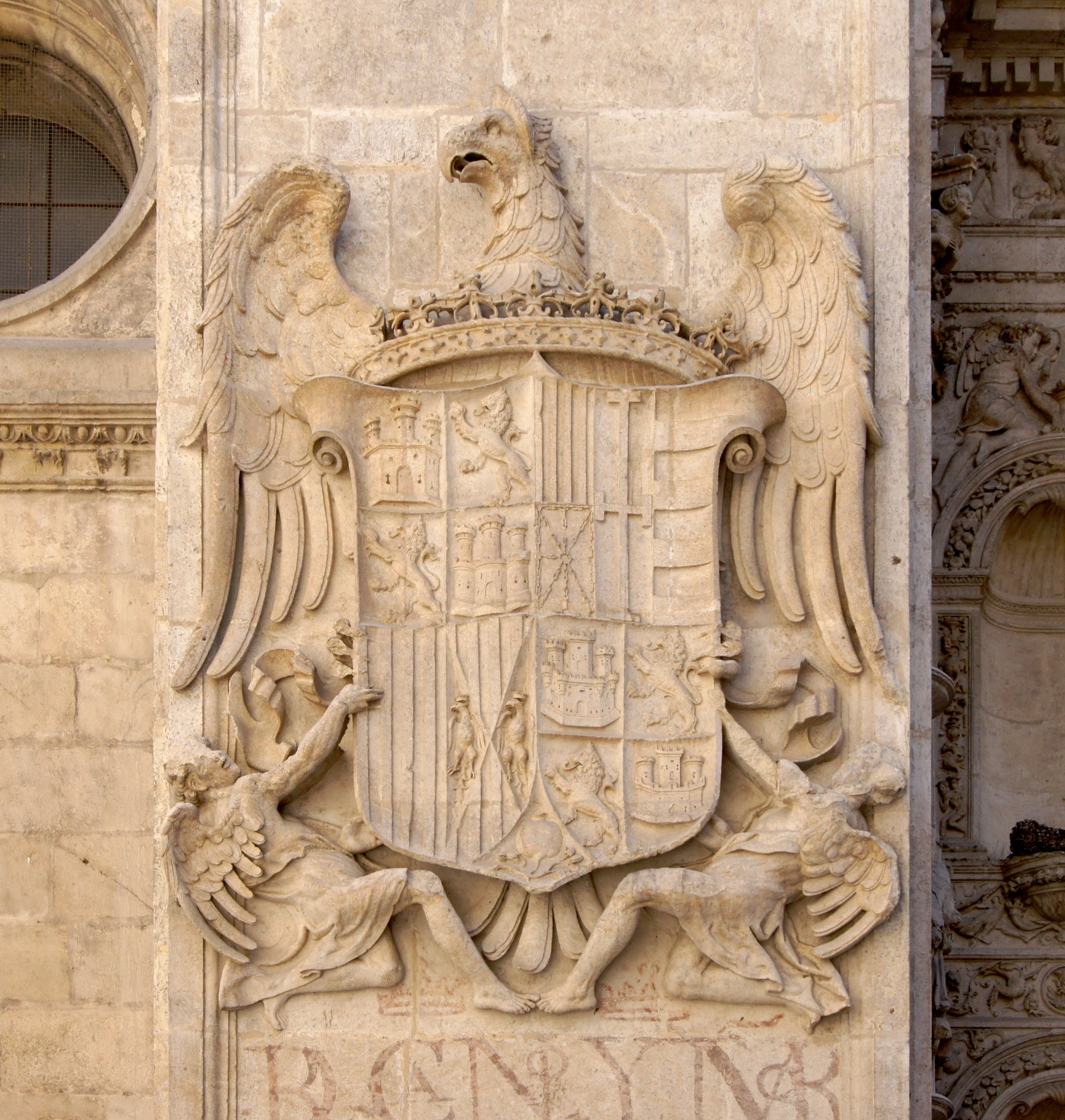
Escudo de Fernando el Católico posterior a 1513 en la puerta del perdón de la catedral de Granada. En el segundo cuartel aparece un terciado en pal con una primera partición cortada de Aragón y Navarra (pues el reino de Navarra pensó Fernando II en un principio incorporarlo a la Corona aragonesa), la segunda con las armas de Jerusalén y la tercera con las de Hungría.

Las armas de Fernando II de Aragón antes de obtener los derechos del trono castellano son bastante confusas. Su padre, Juan II de Aragón, ya había adoptado como escudo distintas combinaciones de las armas de Aragón, Castilla, León, la Casa de Lara, Sicilia y Navarra-Évreux a lo largo de su vida, ya que fue señor de Lara, conde de Mayorga y duque de Peñafiel en Castilla; también fue miembro de la Casa de Aragón y consorte real de Navarra, corona que retuvo a pesar de que su hijo Carlos de Viana ostentó los derechos a este trono. De este modo, como ejemplo del escudo de Fernando II de Aragón antes de la Concordia de Segovia, podría aducirse el que aparece en las monedas de entre 1468 y 1475 de su reinado en Sicilia. En una de ellas aparece un cuartelado de Aragón (primer cuartel), Castilla (segundo y tercero) y León (en el cuarto). Otras consisten en un cuartelado de Castilla, Sicilia (sólo con el águila imperial), Aragón y León. En todas ellas el reverso adopta el blasón privativo de Sicilia, la figura del águila de los antiguos Hohenstaufen, como la que llevó Enrique VI como rey de Sicilia. Cabe destacar, por tanto, que las armas de Castilla y León de estos escudos no representan a Isabel, sino que son heredadas de Juan I de Castilla por vía de varón y de Juan II de Aragón, el padre de Fernando el Católico, que también usó las armas de Castilla y León; esto se demuestra además con el hecho de que fueron adoptadas también por el arzobispo de Zaragoza Juan de Aragón y Leonor de Aragón, hija de Catalina Álvarez, hermanos de Fernando tenidos por el rey Juan II de Aragón fuera de sus matrimonios canónicos.
En España se podrían considerar armas personales de Fernando un sello de placa de 1472, que adopta un cuartelado en aspa de Aragón y Sicilia, y las armas de un plato de cerámica de Manises del Museo Victoria y Alberto partido y en 1, cortado de Castilla y León y 2, en aspa las armas de Aragón y Sicilia. Sería muy extraño que correspondiera a las armas de los dos por la manera de abreviar el cuartelado de Castilla y León.
Cabe mencionar que la divisa del águila sanjuanista nunca aparece en las armas de Fernando solo, pues era propia de la reina, y las de Fernando aparecen a veces timbradas por el yelmo con la cimera del rey de Aragón. Junto a esto hay que tener en cuenta que la divisa del yugo con el nudo gordiano cortado y el mote «tanto monta» pertenece a Fernando, precisamente porque en el yugo está oculto un homenaje a su consorte: la inicial «Y» era la letra con que se escribía usualmente el nombre de Isabel.

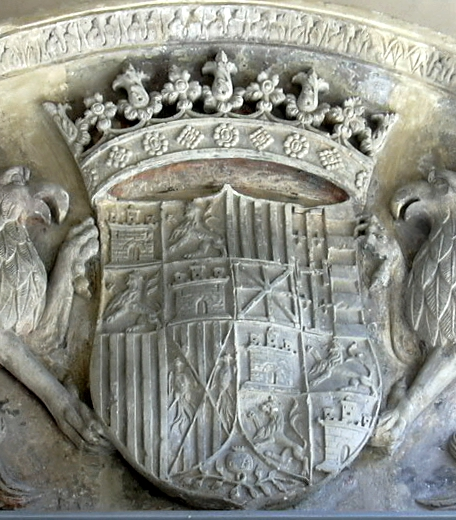
Escudo de Fernando el Católico en el palacio de los Reyes Católicos de la Aljafería de Zaragoza. Tras las incorporaciones del reino de Nápoles y del reino de Navarra, Fernando II «manteniendo los cuarteles 1, 3 y 4 y el entado en punta de Granada, el 2 se cambia por un partido: 1, Aragón cortado de Navarra; 2, Jerusalén partido de Hungría. Así aparece, tenido por dos grifos, soporte aragonés, y timbrado por una corona en un tímpano del castillo de la Aljafería». Véase imagen con notas explicativas al pasar el puntero del ratón.

También usó Fernando en sus sellos personales un terciado en pal que, en su primera partición contiene el cuartelado de Castilla y León, en el segundo las armas de Aragón-Sicilia y en el tercero las de Aragón; el contrasello dispone un cuartelado en aspa de Aragón y Sicilia.
En la Corona de Aragón el escudo tuvo formulaciones más flexibles, pues allí Fernando el Católico usó los palos de Aragón solos, también un partido del cuartelado de Castilla y León con Aragón y en sus últimos tiempos un terciado con: Aragón-Sicilia; Aragón y contraterciado de Hungría, Anjou-Nápoles y Jerusalén.
En el reino de Nápoles Fernando utilizó, en vida de la reina, un cuartelado formado por los siguientes cuarteles: en el primero y cuarto un contracuartelado de los blasones de Castilla y de León, en el segundo cuartel un partido de Aragón, Jerusalén y Hungría y en el tercero un partido de Aragón con otro partido de las armas de Aragón y Sicilia. Esta disposición adoptó algunas variantes. Una vez muerta Isabel, usó en Nápoles un cuartelado de Aragón terciado de Hungría, Anjou y Jerusalén, con timbre ocasional de yelmo timbrado con corona y cimera de Aragón.
Tras las incorporaciones del reino de Nápoles y de Navarra, Fernando II añade al cuartelado habitual de Castilla y León de los cuarteles primero y cuarto y de Aragón y Sicilia del tercero, además del entado de Granada, un segundo cuartel partido de 1. Aragón cortado de Navarra y 2. Jerusalén partido de Hungría, como se muestra, con dos grifos tenantes (usual soporte en Aragón) en un tímpano del palacio de los Reyes Católicos de la Aljafería de Zaragoza. Nótese que, a pesar de que el rey de Aragón ya no poseía los territorios de la Corona de Castilla, los cuarteles heráldicos de Castilla y León siguen apareciendo en su escudo personal, en gran medida debido a que, como se dijo arriba, estas armas le venían por herencia de su antepasado Juan I de Castilla y de su padre Juan II de Aragón, y ocuparon lugar preferente incluso antes de acceder al trono castellanoleonés. Además, en el blasón alusivo al reino de Nápoles se ha eliminado el escudo de la casa de Anjou, algo que no sucede en los escudos que usó en Cataluña. Finalmente, la disposición que adopta el emblema de Navarra parece recordar a su padre Juan II.

## El escudo conjunto de los Reyes Católicos

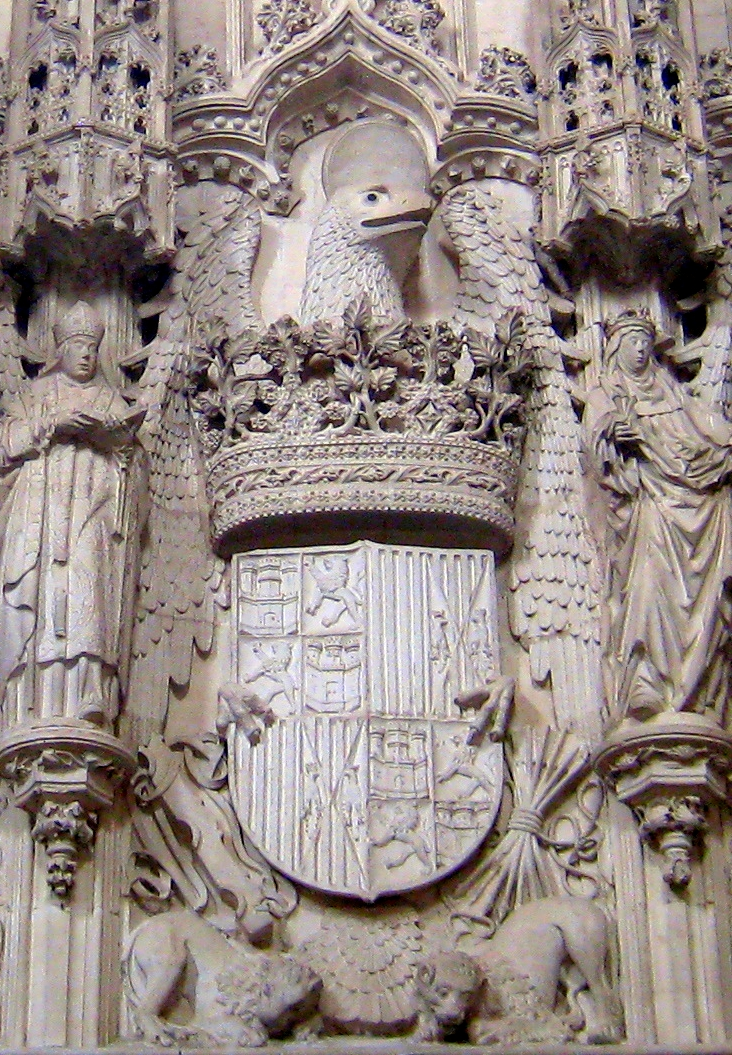
La primera labra heráldica de las armas de los Reyes Católicos se realizó, con toda probabilidad, en la iglesia de San Juan de los Reyes (Toledo), cuyo tenante es el águila de San Juan nimbada, divisa ya usada como princesa por Isabel.

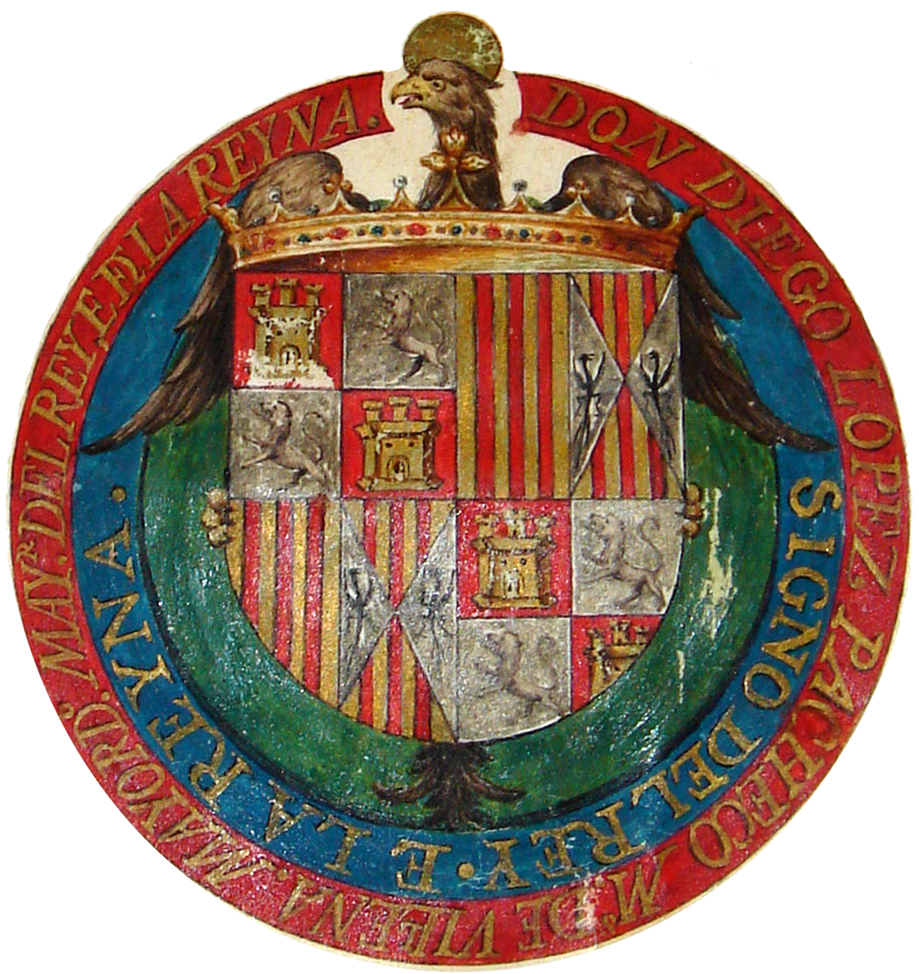
Escudo de los Reyes Católicos (1491). Todavía sin la granada, la primera leyenda sobre el campo azul reza: «signo del rey e la reyna».

La Concordia de Segovia estableció que las armas de Castilla y León precedieran a las de Aragón y Sicilia. Como indica Faustino Menéndez Pidal de Navascués, seguramente las primeras labras heráldicas que se hicieron de los Reyes Católicos tras la Concordia de Segovia fueron las del crucero de la iglesia del monasterio de San Juan de los Reyes de Toledo.

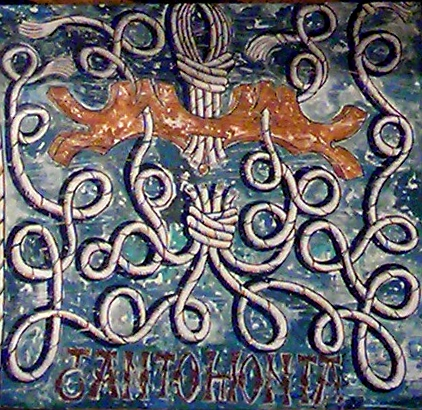
Yugo y nudo gordiano cortado, con el mote tanto monta… como emblema personal de Fernando II de Aragón en la techumbre de una de las estancias del palacio de los Reyes Católicos de la Aljafería de Zaragoza, 1488-1492.

Un blasonado habitual del escudo de los Reyes Católicos en ese momento se presentaría como escudo timbrado con corona real abierta de oro y sostenido por el águila de San Juan Evangelista nimbada de sable cuartelado. En el primer y el cuarto cuartel figuraría un contracuartelado con las armas de Castilla y León y en el segundo y el tercero, un partido con las de Aragón y Sicilia. Bajo el escudo y a ambos costados, se representarían las divisas de Fernando (el yugo con el nudo gordiano cortado) e Isabel (las flechas). Algunas veces aparece acompañando al águila sanjuanista el lema sub umbra alarum tuarum protege nos —'bajo la sombra de tus alas protégenos'—, como se observa en las monedas de oro acuñadas en Medina del Campo en 1497 por orden de los Reyes Católicos. En algunos sellos, además, se muestra la leyenda «San Juan» en la orla nimbada que rodea la cabeza del águila del Evangelista.
Acompañan frecuentemente al escudo dos divisas: el yugo con el nudo gordiano cortado con el mote «tanto monta» de Fernando y el haz de flechas de Isabel. Cada una de estas divisas homenajeaba con su inicial al consorte: «F» de Fernando en las flechas de Isabel e «Y» de la reina —Ysabel, como es usual en la grafía de la época— en el yugo fernandino. Fernando había usado antes como divisa otro emblema parlante cuya inicial era la «Y»: el yunque. Esta empresa o figura heráldica se acompañaba del lema «como yunque sufro y callo, por el tiempo en que me hallo», y con esta divisa había participado en justas y torneos tocado con una cimera de «ayunque» ('yunque') o «bigornia» ('yunque con dos puntas opuestas', del latín bicornia 'con dos cuernos') sobre el yelmo. Más adelante creyó conveniente cambiar su divisa y pidió consejo, según parece, al humanista Antonio de Nebrija, quien se lo proporcionó proponiéndole un emblema alusivo al yugo atado con el nudo gordiano, de raigambre clásica, y que aludía a la importancia que tenía resolver las cuestiones políticas sin reparar en los medios que se utilizaban para hacerlo, tal cual lo hizo Alejandro Magno cuando cortó el nudo en Gordio en lugar de desatarlo, según la invención de Quinto Curcio introducida en la biografía del héroe macedonio, exclamando que tanto montaba (daba igual) cortarlo como desatarlo. El mote o primeras palabras del lema que formaba parte de la divisa de Fernando fue, por consiguiente, «tanto monta».

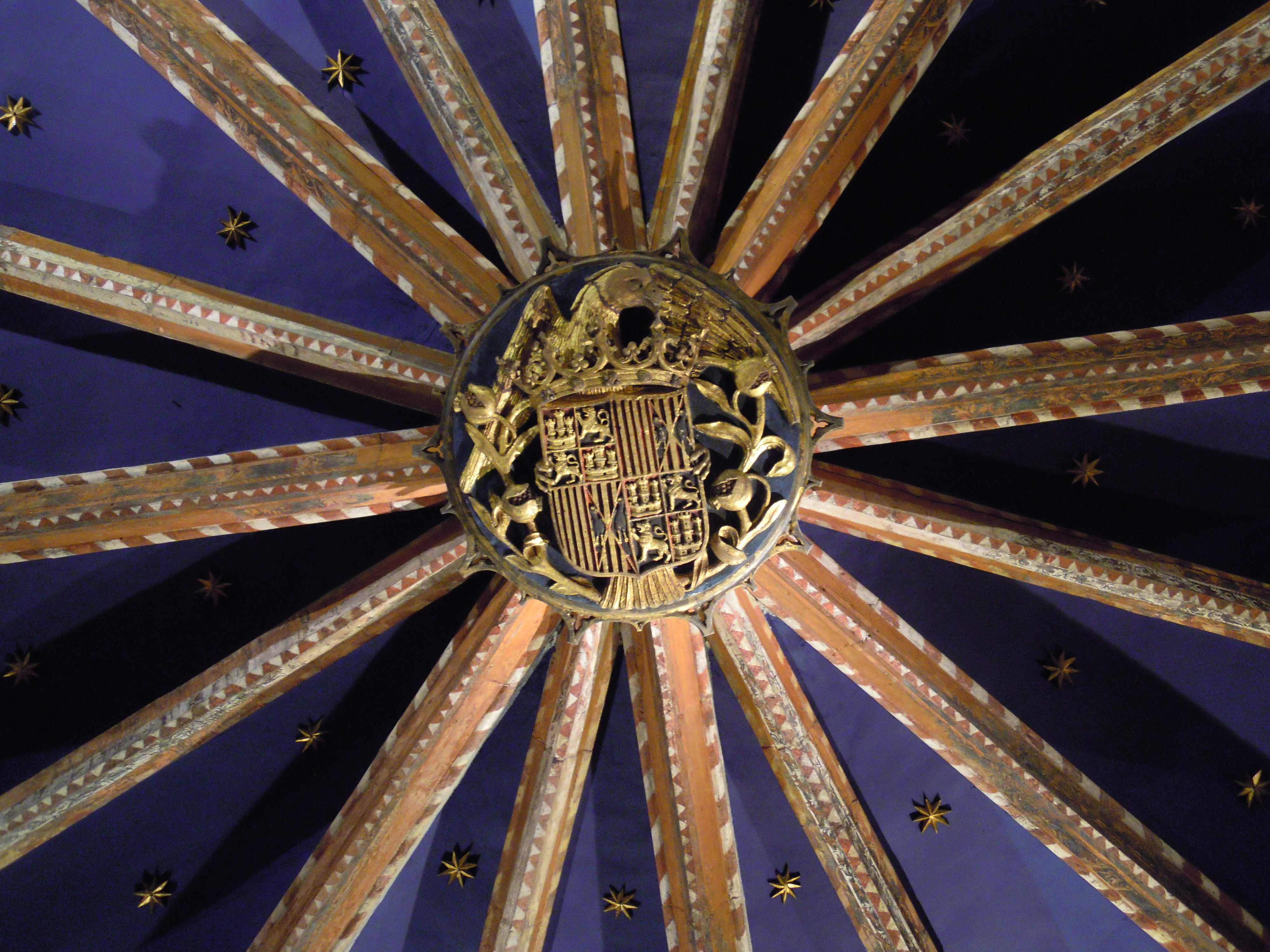
Escudo de los Reyes Católicos con ramas de granadas en la clave de la bóveda de la Sala Gótica de la Casa del Cordón de Vitoria.

Cuando en 1492 es conquistada Granada, los monarcas decidieron incluir el nuevo reino entre sus títulos, tras Sicilia y antes que Toledo, e incorporaron el emblema parlante de una granada alusiva a la nueva expansión territorial al entado del escudo. Esta nueva partición representaría una granada tallada y hojada de sinople, reventada y con sus granos a la vista de gules, en campo de argén. Sobre este aspecto algunos autores consideran que el uso de la granada va mucho más que una simple alusión territorial, y probablemente quisiesen representar lo agridulce o extremo que resulta gobernar un reino, recordando el mote de Enrique IV Agro dulce, y su divisa de las granadas. De esta manera fue tempranamente representado junto al yugo y las flechas, conformando la idea de que quienes no se sometiesen por las buenas, bajo el yugo, deberían hacerlo por las malas, las fechas, pudiendo mostrar misericordia o rigor, siendo el final agrio o dulce. También se localizan representadas las granadas a ambos lados del escudo de los reyes en dos ramas, al estilo de Enrique IV y muy lejos de la versión moderna inserta en entado, como puede verse en la Casa del Cordón de Vitoria. Además, este símbolo no fue adoptado por los reyes oficialmente hasta las ordenanzas de Medina del Campo de 1497, cuando acordaron la acuñación de la moneda llamada excelentes de la granada.